# Wakeman Sound
Wakeman Sound är ett sund i Kanada.   Det ligger i provinsen British Columbia, i den sydvästra delen av landet, 3 700 km väster om huvudstaden Ottawa.
I omgivningarna runt Wakeman Sound växer i huvudsak barrskog.